# 左紀彰
左紀彰（1909年—1999年），別字明吾，湖南醴陵人，中华民国空军将领。

## 生平
陸軍官校第6期砲兵科、陸軍大學參謀班第3期及中央航空學校第1期畢業。1947年1月20日，国民政府交通部设民航局，戴安国出任局长，左纪彰任副局长，之后任民航局代理局長。兩航事件中，1949年11月，时任代理局长的左紀彰通知香港民航处，将所有留在启德机场的两航飞机的登记证与适航证取消，迫使71架飞机停留在启德机场。同月28日、29日，中航、央航对此分别发布宣言抗议。